# Schiedeella dressleri
Schiedeella dressleri är en orkidéart som beskrevs av Dariusz Lucjan Szlachetko. Schiedeella dressleri ingår i släktet Schiedeella och familjen orkidéer.
Artens utbredningsområde är Costa Rica. Inga underarter finns listade i Catalogue of Life.